# Syrtodes obumbrata
Syrtodes obumbrata är en fjärilsart som beskrevs av W. Warren 1907. Syrtodes obumbrata ingår i släktet Syrtodes och familjen mätare. Inga underarter finns listade i Catalogue of Life.